# Хідака Норітака
Хідака Норітака (яп. 日高 憲敬, нар. 29 травня 1947, Токіо) — японський футболіст, що грав на позиції нападника.

## Клубна кар'єра
Грав за команду Ніппон Стіл.

## Виступи за збірну
Дебютував 1972 року в офіційних матчах у складі національної збірної Японії. У формі головної команди країни зіграв 4 матчі.

## Статистика
Статистика виступів у національній збірній.
| Збірна Японії | Збірна Японії | Збірна Японії |
| Роки          | Ігри          | голи          |
| ------------- | ------------- | ------------- |
| 1972          | 1             | 0             |
| 1973          | 3             | 0             |
| Усього        | 4             | 0             |